# Halfmaartstraat

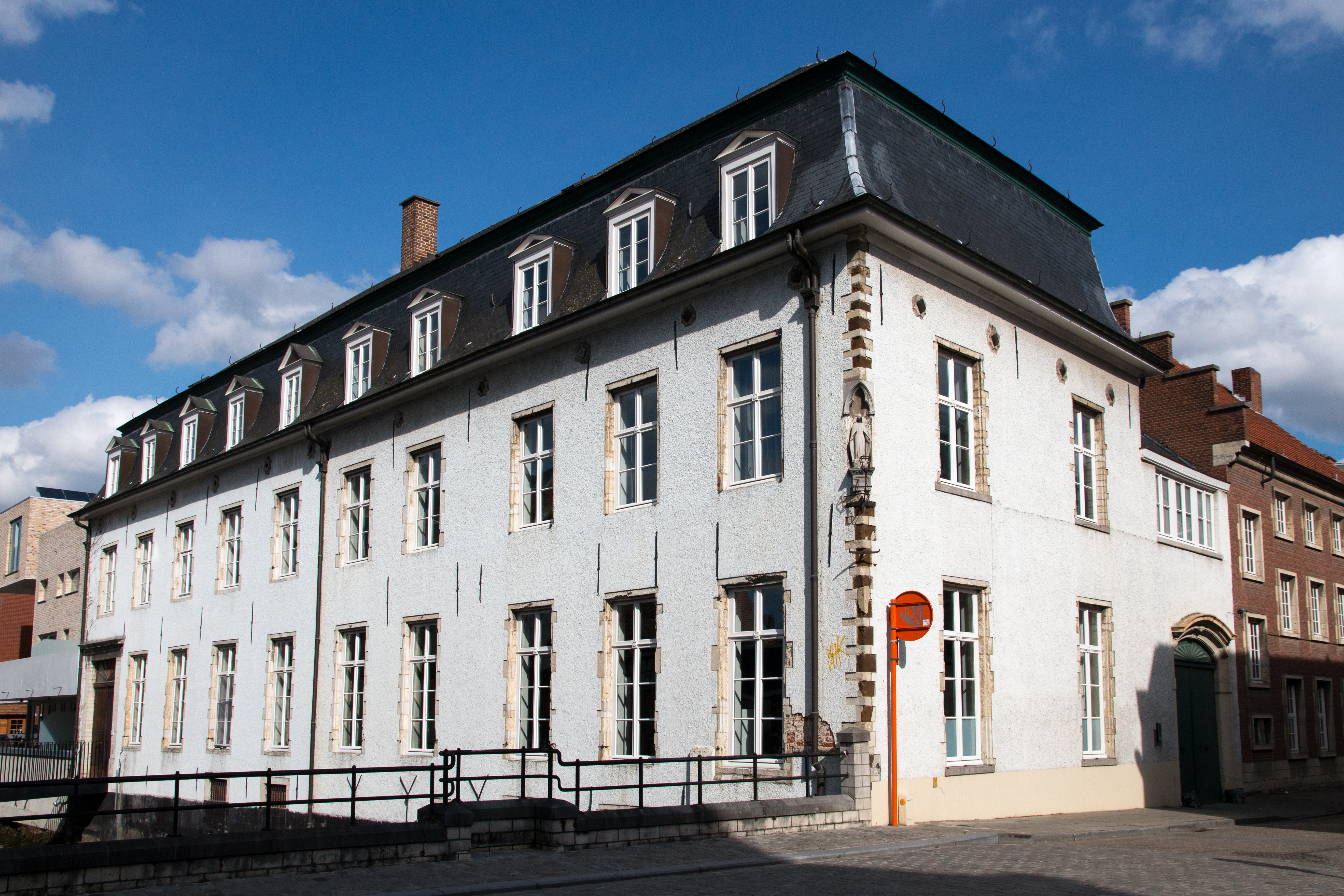
Halfmaartstraat, met 17e-eeuws huis aan de Dijle en Kalckerbrugje

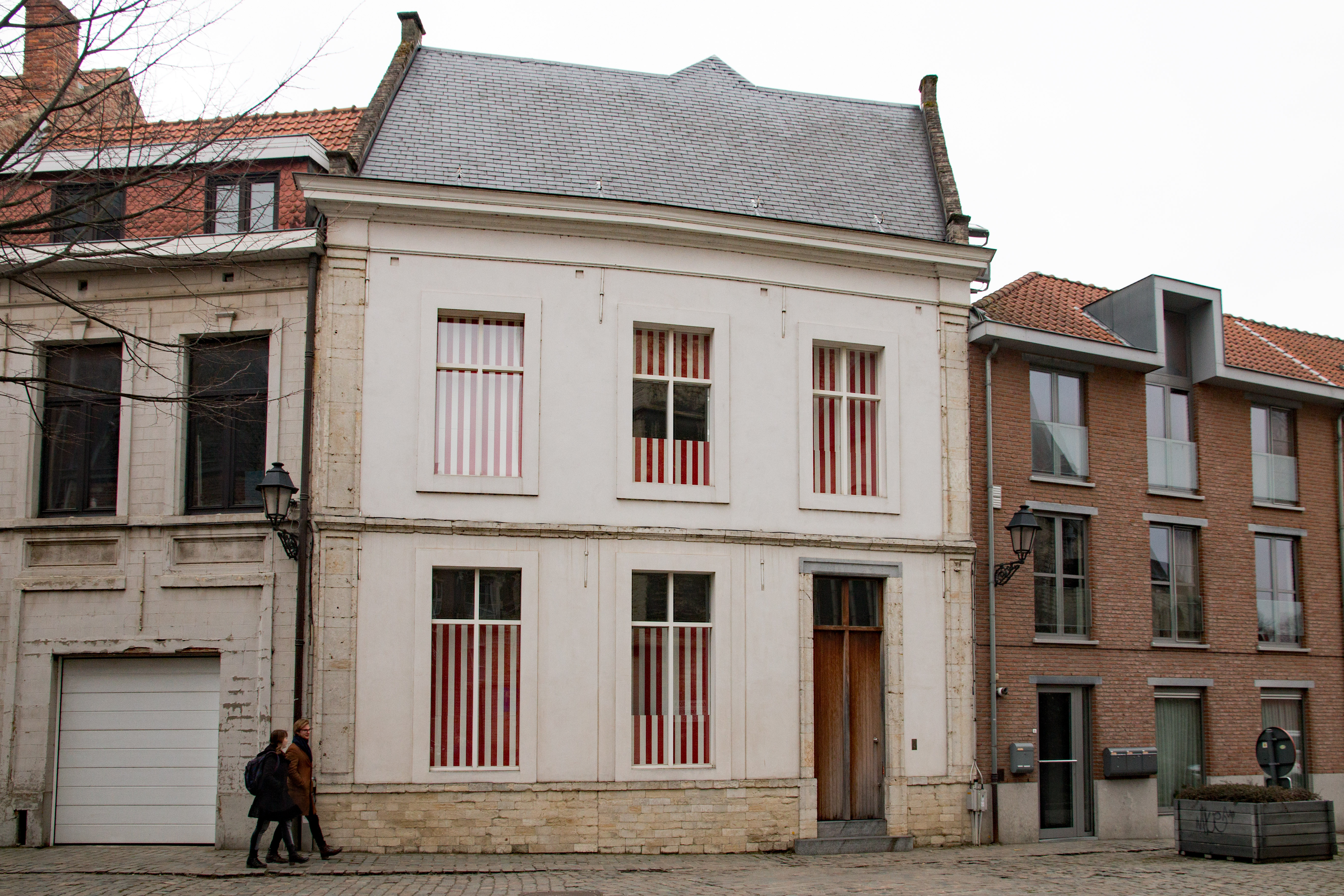
Voormalige pastorij van de Sint-Geertruikerk (Leuven)

De Halfmaartstraat is een straat in het centrum van de stad Leuven (België).
Zij loopt van de Vaartstraat, over de Dijle, naar de Sint-Geertruikerk en de Sint-Geertrui-abdij. De huidige naam van de straat kwam er ten tijde van het Frans bestuur in Leuven (circa 1800). Tevoren, onder het ancien régime, droeg de straat eeuwenlang een andere naam: de Sint-Gertrudisstraat. Het was immers de straat ten noorden van het (verdwenen) kerkhof van de Sint-Geertruiabdij. 
De naam Halfmaart komt van de jaarlijkse markt gehouden half maart, 17 maart om precies te zijn, de feestdag van Sint-Gertrudis. De feestdag van de abdij bracht jaarlijks heel wat volk op de been. De markt had als bijzonder onderwerp dat knechten en meiden uit de streek er zich aanboden om te werken in Leuvense huizen. De Leuvenaars zochten hier hun huispersoneel voor het komende jaar. Smalend werd deze markt Vaarzenmarkt genoemd, waarbij vaars verwees naar de jonge leeftijd van het huispersoneel. Deze traditie ging terug tot de middeleeuwen.
Tijdens de Franse tijd werd de straat verhard met kasseien. De naamsverandering had te maken met het afschaffen van de Sint-Geertrui-abdij en bijhorende straat. De markt van huispersoneel verdween en, in de plaats, kwam er een kleine groentenmarkt.
Aan de Sint-Geertruiabdij loopt de straat over een brugje, Lombaardenbrug (middeleeuwen) of Kalckerbrug (na de middeleeuwen) genaamd. Aan de brug staat vandaag nog een groot burgerhuis uit de 17e eeuw.
De straat eindigt in een bocht aan de Sint-Geertruikerk. Naast de kerk bevindt de voormalige pastorijwoning. De hele straat is onroerend erfgoed van Leuven.